# NOS3
Le NOS3 (pour « Nitric Oxyde Synthase 3 ») est une enzyme de type oxyde nitrique synthase exprimée au niveau de l'endothélium vasculaire. Son gène est NOS3 situé sur le chromosome 7 humain.

## Action
Il permet la synthèse du monoxyde d'azote (NO). Son activité est régulé par le calcium et la calmoduline. L'augmentation du taux de NO dans les cellules endothéliales a une activité vasodilatatrice, avec baisse de la pression artérielle.

## En médecine
Certains variants du gène augmentent le risque d'hypertension artérielle. D'autres, entraînant une forme plus active de l'enzyme, font baisser la tension artérielle et diminuent le risque de survenue d'une maladie cardiovasculaire.